# Pagny-sur-Moselle
Pagny-sur-Moselle là một xã trong vùng Grand Est, thuộc tỉnh Meurthe-et-Moselle, quận Nancy, tổng Dieulouard. Tọa độ địa lý của xã là 48° 59' vĩ độ bắc, 06° 01' kinh độ đông. Pagny-sur-Moselle nằm trên độ cao trung bình là 184 mét trên mực nước biển, có điểm thấp nhất là 171 mét và điểm cao nhất là 360 mét. Xã có diện tích 11,20 km², dân số vào thời điểm 1999 là 4078 người; mật độ dân số là 364 người/km². Xã nằm cạnh sông Moselle khoảng 20 km về phía tây nam của Metz.

## Thông tin nhân khẩu
| 1962  | 1968  | 1975  | 1982  | 1990  | 1999  |
| ----- | ----- | ----- | ----- | ----- | ----- |
| 3.301 | 3.525 | 3.732 | 3.707 | 4.227 | 4.078 |

## Các thành phố kết nghĩa
- Bad Marienberg (Westerwald), Đức,